# تنگ لایی
تنگ لایی، روستایی از توابع بخش اندیکا شهرستان مسجدسلیمان در استان خوزستان ایران است.	

## جمعیت
این روستا در دهستان چلو قرار دارد و براساس سرشماری مرکز آمار ایران در سال ۱۳۸۵، جمعیت آن ۵۶ نفر (۸خانوار) بوده‌است.